# سيرابودا
السيرابودا  (الاسم العلمي: Cerapoda)، كلمة مركبة من (السيراتوبسيات والأورنيثوبودات) ، وهي عبارة عن فرع حيوي من الديناصور تحت رتبة طيريات الورك.